# 北極研究所群島

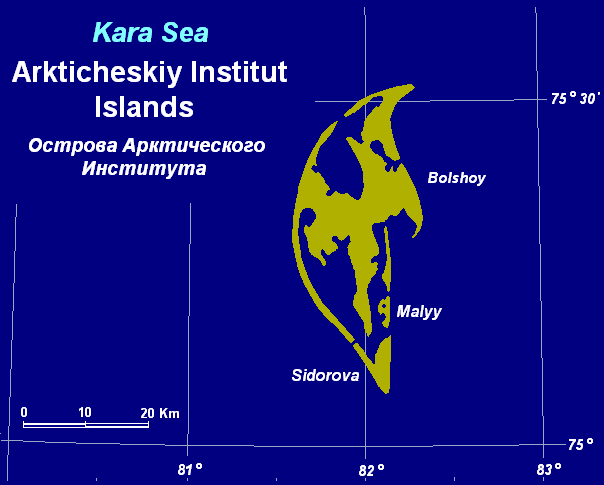
北極研究所群島

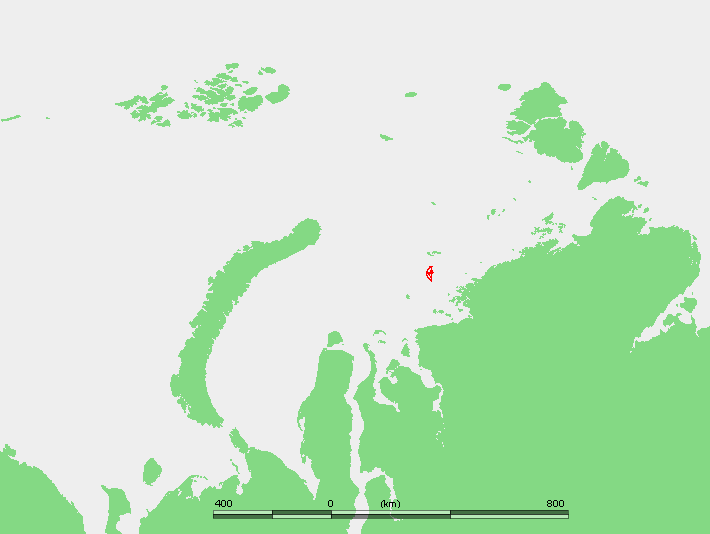
北極研究所群島在喀拉海的位置

北極研究所群島是俄羅斯的群島，由4個島嶼組成，位於泰梅爾半島以西140公里的喀拉海，行政方面由克拉斯諾亞爾斯克邊疆區負責管轄，最高點海拔高度25米。该群岛以俄罗斯的北极南极研究所命名。
75°32′N 82°05′E / 75.533°N 82.083°E